# 충사
충사(일본어: 蟲師 무시시[*])는 우루시바라 유키 원작의 만화로, 1999년부터 강담사에서 발행되는 <월간 애프터눈>에 연재되었다. 이형의 존재인 벌레와 인간의 세계를 오가는 충사(蟲師,벌레선생) 깅코(ギンコ)의 여행을 몽환적이고 잔잔한 분위기로 그리고 있다. 한 화에 에피소드 하나가 완결되는 옴니버스 형식이다.
생명, 자연, 인간의 본능에 대한 깊은 성찰, 일본 전설과 어원에서 따오는 특이한 소재 등이 돋보이는 수작으로 호평을 받았고, 애니메이션도 연출이나 음악 면에서 좋은 평가를 받았다. 만화는 2003년 제7회 일본 미디어 예술 페스티벌에서 만화 부문 우수상을, 2006년에 강담사 일반 만화 부문 만화상을 수상했고, 2006년 일본 문화청의 일본 미디어 예술 100선 만화 부문에 선정되었다.
2005년 10월부터 TV 애니메이션이 방영되었으며, 오다기리 조 주연의 영화로 각색돼 2007년 3월 24일 일본에서 개봉하였다. 애니메이션은 2006년 제5회 도쿄국제애니메이션축제에서 TV시리즈부문 대상과 최우수미술감독상을 수상했다.

## 줄거리
공간적 배경은 일본, 시간적 배경은 중세와 근대가 뒤섞인 듯 모호하다. 작가역시 특별한 시간적 설정은 없다고 밝히고 있으나, 독자들은 쇄국 정책이 지속된 일본, 또는 에도시대와 메이지 시대 사이에 있는 가공의 시대로 추정하고 있다.
충사의 세계관에서 중심이 되는 '벌레'란 가장 근원적인 형태의 생명에 가까운 존재로, 다양한 형태와 힘을 지니며 세상 도처에 살고 있다. 벌레를 볼 수 있는지 없는지는 체질적으로 타고나게 된다. 벌레도 살아남으려 하기 때문에 필연적으로 인간과 갈등을 빚게 된다. 이를 해결하는 이들이 벌레에 대한 해박한 지식을 쌓은 충사들이다.
주인공 충사인 깅코는 벌레를 끌어들이는 체질 때문에 정착하지 못하고 이리저리 떠돌아 다닌다. 벌레를 인간에 해를 끼치는 존재로 보고 퇴치에 주력하는 다른 충사들과 달리, 깅코는 자주 벌레와 공존하는 길을 모색한다.
충사는 깅코의 여행을 따라가는 옴니버스식으로 진행되며, 각 에피소드당 기승전결이 뚜렷하다.

## 등장인물
기본적으로 한 화로 이야기가 끝나는 옴니버스 형식이기에 등장인물의 수가 많다. 이 문서에서는 깅코와 그와 관련된 사람들만을 소개한다.

### 깅코(ギンコ)
이 작품의 주인공. 연령은 20대 후반 정도. 본명은 요키. 어렸을 적에 자신의 어머니를 따라 행상인을 하고 있었으나 사고로 어머니를 잃고 쓰러져 있던 것을 누이가 발견해 구조되었다. 당시 연못에 살던 벌레의 영향으로 하얀 머리와 녹색 눈을 갖게 되었고, 왼쪽 눈을 잃고(유리로 만든 가짜 눈을 끼워 넣고 있든지, 앞머리로 가리고 있다) 본명, 과거를 전부 잊어버렸다. 깅코라는 이름은 연못에 살던 벌레의 이름에서 따온 이름이다.
벌레를 불러들이는 체질이라 한 곳에 오래 머물러 있지 못하고 벌레 연구를 하며 목적 없이 여행을 하고는 있지만 벌레가 계속 주변에 맴돌아 벌레를 쫓는 벌레 담배를 피우고 있다. 사람들이 일본 옷을 입고 있는 것에 반해 혼자서 서양옷 차림이다. 냉정하고 감정적으로 되는 경우는 적지만 정의감이 강하고, 모르는 어린아이나 젊은이에게도 "여어" 라며 먼저 말을 거는 적극적인 성격이다. 다른 충사들이 벌레를 없애는 것을 목적으로 삼는데 비해 깅코는 '벌레와 공존해서 살 수는 없을까'라는 생각을 갖고 있다.

### 아다시노(化野)
바다 근처에 있는 어느 마을의 의사. 깅코의 친구. 외눈 안경을 쓰고 있다. 마을 사람들에게 신뢰를 받고 있지만, 일단 별난 물건이면(특히 벌레와 관련된 물건) 무조건 수집해서(수집품들은 대개 방이나 비밀 장소에 놓아 둔다) 가끔 그 취미가 문제를 일으키기도 한다. 깅코도 자주 벌레와 관련된 물품을 팔아(가끔 가짜도 있다) 노잣돈을 벌고 있지만, 요새 들어 아다시노는 깅코가 파는 물건에 대한 의심이 점점 깊어지고 있다.

### 카리부사 탄유(狩房淡幽) (성우:코바야시 아이(小林 愛)
카리부사 가의 4대째 필기자(옛날, 모든 생명을 없애버리려 한 "금단의 벌레"를 몸 속에 봉인한 선대에 의해 카리부사 가에서는 수 세기에 한 번, 그 벌레를 이어받은 사람이 태어난다). 몸 속에 봉인한 벌레를 몰아내기 위해 평생동안 벌레를 퇴치한 이야기를 종이에 옮겨 적어야 하는 운명을 타고 났다. 충사가 벌레를 그저 없애기만 하는 것에 의문을 품고 있던 중, 깅코와 만나 "벌레가 인간, 동식물과 함께 공존하는 이상의 세계"에 대한 생각을 품기 시작한다.

### 누이(ぬい)
어머니를 잃고 길바닥에 쓰러져 있던 깅코를 우연히 발견하고 깅코에게 충사의 기본을 가르쳐 준 여자 충사. 깅코와 같이 벌레를 불러들이는 체질에 주변 연못에 있던 벌레인 항시어둠(常闇)과 깅코(銀蠱)의 영향으로 흰 머리와 녹색 눈을 가지게 되었다. 없어져버린 가족과 친구들을 찾기 시작하다 연못에 있던 항시어둠과 만나자 가족과 친구들이 항시어둠에 먹혀버렸음을 깨달았지만, 그 뒤에도 그곳에 정착해 살았다. 깅코와 만난 지 얼마 되지 않아 결국 항시어둠에 먹히고 만다.

## 만화책
현재 10권으로 완결난 상태다.
밑의 만화책 목록 표기는 정식한국판에 따름.

### 제1권
- 녹색의 연회(緑の座)
- 부드러운 뿔(柔らかい角)
- 침소로(枕小路)
- 눈꺼풀 속의 빛(瞼の光)
- 여행을 하는 늪(旅をする沼)

### 제2권
- 산, 잠들다(やまねむる)
- 문장의 바다(筆の海)
- 이슬을 들이마시는 군락(露を吸う群)
- 비가 온다, 무지개가 뜬다(雨が来る虹がたつ)
- 솜 포자(綿胞子)

### 제3권
- 녹이 우는 소리(錆の鳴く聲)
- 바닷가에서(海境より)
- 무거운 종자(重い実)
- 벼루에 머문 흰 연기(硯に棲む白)
- 애꾸눈 물고기(眇の魚)

### 제4권
- 빈 누에고치 따기(虚繭取り)
- 일야교(一夜橋)
- 봄을 외치다(春と嘯く)
- 대나무 바구니 속(籠のなか)
- 풀 밟는 소리(草を踏む音)

### 제5권
- 바다 속 용궁(沖つ宮)
- 눈에 깃든 복, 눈에 깃든 화(眼福眼禍)
- 산을 감싼 옷(山抱く衣)
- 화톳불의 야행(篝野行)
- 새벽의 뱀(暁の蛇)

### 제6권
- 하늘가의 실(天辺の糸)
- 지저귀는 조개(囀る貝)
- 밤을 쓰다듬는 손(夜を撫でる手)
- 눈 아래(雪の下)
- 들판의 연회(野末の宴)

### 제7권
- 꽃에 취하다(花惑い)
- 거울 연못(鏡が淵)
- 낙뢰의 소맷자락(雷の袂)
- 덤불 길 전(棘の道 前)
- 덤불 길 후(棘の道 後)

### 제8권
- 젖이 샘솟는 골짜기(潮わく谷)
- 겨울의 밑바닥(冬の底)
- 가려진 강(隠り江)
- 여우비(日照る雨)
- 진흙 풀(泥の草)

### 제9권
- 붉은 잔상(残り紅)
- 회오리가 몰아치다(風巻立つ)
- 호중천의 별(壺天の星)
- 푸른 물(水碧む)
- 풀을 요 삼아(草の茵)

### 제10권(완결)
- 빛의 실(光の緒)
- 영원의 나무(常の樹)
- 향기로운 어둠(香る闇)
- 방울 물방울 전(鈴の雫 前)
- 방울 물방울 후(鈴の雫 後)

## 애니메이션
나가야마 히로시 감독의 충사 애니메이션은 후지 TV에서 2005년 10월부터 2006년 3월까지 20화가 방영되었고, 다시 2006년 5월 14일 21화부터 방영 재개되어 6월 16일 26화로 완결되었다. 에피소드의 순서나 대사가 바뀐 것을 제외하면 애니메이션은 원작 만화 1~6권 1화까지의 내용을 충실히 담고 있다.
2006년 제5회 도쿄국제애니메이션축제에서 충사는 TV 방영 시리즈와 미술감독 부문에서 대상을 받았다.

### 에피소드 목차
- 제1화 녹색의 연회(緑の座)
- 제2화 눈꺼풀 속의 빛(瞼の光)
- 제3화 부드러운 뿔(柔らかい角)
- 제4화 침소로(枕小路)
- 제5화 여행을 하는 늪(旅をする沼)
- 제6화 이슬을 들이마시는 군락 (露を吸う群)
- 제7화 비가 온다, 무지개 뜬다(雨が来る虹がたつ)
- 제8화 바닷가에서(海境より)
- 제9화 무거운 종자(重い実)
- 제10화 벼루에 깃든 흰 연기(硯に棲む白)
- 제11화 산, 잠들다(やまねむる)
- 제12화 애꾸눈 물고기(眇の魚)
- 제13화 일야교(一夜橋)
- 제14화 대나무 바구니 속(籠のなか)
- 제15화 봄을 외치다(春と嘯く)
- 제16화 새벽의 뱀(暁の蛇)
- 제17화 빈 누에고치 따기(虚繭取り)
- 제18화 산을 감싼 옷(山抱く衣)
- 제19화 하늘가의 실(天辺の糸)
- 제20화 문장의 바다(筆の海)
- 제21화 솜 포자(綿胞子)
- 제22화 바닷속 용궁(沖つ宮)
- 제23화 녹이 우는 소리(錆の鳴く聲)
- 제24화 화톳불의 야행(篝野行)
- 제25화 눈에 깃든 복, 눈에 깃든 화(眼福眼禍)
- 제26화 풀을 밟는 소리(草を踏む音)

## 영화
2007년 3월 24일 일본에서 오토모 가츠히로가 연출하고 오다기리 조와 아오이 유우가 주연한 충사 실사판 영화가 개봉하였다. 한국에는 스폰지에서 수입, 배급하여 2007년 9월 20일에 개봉하였다.